# Trust My Lonely
Trust My Lonely è un singolo della cantante canadese Alessia Cara, pubblicato il 5 ottobre 2018 come terzo dal suo album The Pains of Growing. Il brano è stato scritto e composto dalla stessa cantante in collaborazione con Warren Okay Felder e Andrew Wansel, conosciuti come Pop & Oak, e prodotto da questi ultimi.

## Tracce
Download digitale
1. Trust My Lonely – 3:19

## Classifiche
| Classifica (2018) | Posizione massima |
| ----------------- | ----------------- |
| Canada            | 55                |